# Ashik Kerib
Ashik Kerib (georgià: აშიკ-ქერიბი) ("estrany ashik") és una pel·lícula d'art soviètica de 1988 dirigida pel georgià Dodo Abaixidze i l’armeni Serguei Paradjànov que es basa en la història homònima de Mikhaïl Lérmontov. Va ser l'última pel·lícula completada de Paradjànov i va ser dedicada al seu amic íntim Andrei Tarkovski, que havia mort dos anys abans. La pel·lícula també inclou una descripció detallada de la cultura àzeri.

## Trama
Un ashik vol casar-se amb la seva estimada, però el seu pare s'hi oposa perquè és pobre i espera riques perspectives per a la seva "filla del cel". Ella promet esperar-lo mil dies i nits fins que torni amb prou diners per impressionar el seu pare. Emprèn un viatge per guanyar riquesa i es troba amb moltes dificultats, però amb l'ajuda d'un genet sant, torna amb la seva estimada el dia 1001 i es poden casar.

## Estilisme
Tota la història està explicada a la manera del folklore de l'Azerbaidjan, amb la música i el color jugant un paper clau. El diàleg és mínim i s'utilitzen guions per narrar els canvis argumentals. El director va incloure anacronismes intencionats com l'ús de subfusells i una càmera de cinema.

## Temes
Les tres pel·lícules principals anteriors de Paradjànov Tini zabutykh predkiv, El color de la magrana, Ambavi Suramis tsikhisa eren il·lustracions acolorides de les cultures ucraïnesa, armènia i georgiana respectivament. Ashik Kerib explora de manera similar la roba, la música, la dansa, l'art i els costums tradicionals d'Azerbaidjan.

## Premis
- 1988: 1rs Premis del Cinema Europeu: Presentava als artistes Georgi Aleksi-Meskhishvili, Niko Zandukeli i Shota Gogolashvili.[3]
- 1989: Festival Internacional de Cinema d'Istanbul: Premi Especial del Jurat (a Serguei Parajanov)
- 1990: Premis Nika:
  - Millor pel·lícula d'acció en viu i millor director (tots dos per a Dodo Abaixidze i Sergei Parajanov)
  - Millor fotografia (a Albert Yavuryan)
  - Millor dissenyador de producció (a Sergei Parajanov)